# Lucenay-l'Évêque
Lucenay-l'Evêque é uma comuna francesa na região administrativa de Borgonha-Franco-Condado, no departamento Saône-et-Loire. Estende-se por uma área de 25,63 km². Em 2010 a comuna tinha 319 habitantes (densidade: 12,4 hab./km²).